# El Mundo (Porto Rico)
O El Mundo era um jornal publicado em espanhol em Porto Rico, Estados Unidos.

## História
O El Mundo foi fundado em 1920 por Romualdo Real.
Em 1929,  formado diretor e em administração, Angel Ramos e o jornalista José Coll Vidal, compraram o jornal quando Romualdo Real se retirou.
Em 1946, Ramos virou proprietário único do jornal.
Mais a frente, o jornal "El Mundo" comprou a WKAQ-AM, uma estação de radio não muito conhecida e depois comprou uma emissora de TV que era do canal 2: WKAQ-TV. Existia a  WKAQ-FM, porém não entrou a desconhecida concorrente (estação 104.7) fez parte da operação de Ramos nos dias dele. A Radio foi comprada por  "El Mundo Broadcasting", e a televisão foi compra pela Telemundo, emissora pertencente a Ramos.
Angel Ramos faleceu em 1960. Depois de sua morte, sua esposa Argentina S. Hills trouxe sobre os reinados de Ramos o empreendimento.
O jornal El Mundo foi fechado depois de um grande golpe. Foi destruído o prédio do jornal inteiro. O helicóptero foi destruído depois de uma explosão de bombas, matando muitas pessoas.